# رون سيمبسون
رون سيمبسون (بالإنجليزية: Ron Simpson)‏ (25 فبراير 1934 بكارلايل في المملكة المتحدة - 11 نوفمبر 2010 بكارلايل في المملكة المتحدة) هو لاعب كرة قدم بريطاني في مركز الوسط. لعب مع شيفيلد يونايتد وكوين أوف ساوث ونادي كارلايل يونايتد وهدرسفيلد تاون.

## وصلات خارجية
- رون سيمبسون على موقع قاعدة بيانات كرة القدم.إي يو (الإنجليزية)